# Proteq
Proteq is een Nederlandse verzekeraar opgericht in 1988 en is sinds 1992 onderdeel van de Reaal Groep. In 1997 fuseert de Reaal Groep met de SNS Groep tot SNS REAAL, later VIVAT genaamd. Sinds mei 2018 zijn de Proteq schadeverzekeringen ondergebracht bij nowGo. In 2020 werden de schadeverzekeringen van Vivat overgenomen door Nationale Nederlanden en ondergebracht bij OHRA. Proteq Levensverzekeringen N.V. werden overgenomen door Athora Netherlands.
Proteq is voortgekomen uit het ’t Hooge Huys. Deze verzekeraar begon al vroeg met direct writing activiteiten. Dit werd een zodanig succes dat dit conflicteerde met de reeds bestaande loondienstorganisatie van Hooge Huys. Om deze reden werd direct writer Proteq opgericht. Na de overname van ’t Hooge Huys door de Reaal Groep in 1996, kwam vakbond FNV met het verzoek om ledenverzekeringen. De vakbond was aandeelhouder in Reaal en vond bij Proteq een plek hiervoor. Toen de FNV verzekeren niet langer zag als kernactiviteit, is Proteq gestopt met FNV Ledenverzekeringen. De kernactiviteiten zijn het direct verzekeren van consumenten en verzorgen van verzekeringen voor klanten van andere bedrijven, zoals Vroom & Dreesmann en Kruidvat.
Sinds 2004 worden voor zakelijke organisaties producten via het internet aangeboden. Sinds 2005 worden alle producten en diensten ook aangeboden via de bedrijfssite op internet.
In 1998 begon Proteq met het aanbieden van ziektekostenverzekeringen voor huisdieren via de tak "Dier en Zorg", in 2016 werd dit Reaal "Dier & Zorg". Reaal "Dier & Zorg" werd eveneens overgenomen door Nationale Nederlanden en ondergebracht bij OHRA. 
In 2003 nam Proteq een 40% aandelenbelang in een nieuwe organisatie, die mensen ging helpen bij pechhulp, Route Mobiel en in juni 2006 werden alle aandelen overgenomen. De schadeverzekeringen van Route Mobiel werden net als Proteq, in 2018 ondergebracht bij nowGo. Alleen de pechhulp bleef zelfstandig. Bij de overname van nowGo werd de pechhulp helemaal stopgezet.
Proteq was verder sponsor van een marathonschaatsploeg en van de Nederlandse Davis Cup-ploeg in het tennis. Bij marathonschaatsploeg reden onder meer Maarten Heideman, Peter Baars, Peter de Vries en Ruud Borst.